# تاش‌کیران (پوسوف)
تاش‌کیران (به ترکی استانبولی: Taşkıran) یک منطقهٔ مسکونی در ترکیه است که در پوسوف واقع شده‌است.